# Chris Paul
Christopher Emmanuel Paul (Winston-Salem, Carolina do Norte, 6 de maio de 1985) é um jogador profissional de basquetebol estadunidense que atualmente defende o Los Angeles Clippers da NBA. Em 2021, ele foi homenageado como um dos 75 maiores jogadores da história da NBA.

## Carreira
Atuando como armador, ele foi o primeiro jogador a liderar a NBA em assistências e roubos de bola desde John Stockton. Foi escolhido na 4ª posição geral do draft de 2005. Foi eleito o Rookie of the Year em 2006 e foi o jogador com a mais alta média de pontos na temporada 2007-08 marcando 20,4 pontos por partida; É um feito inédito para um calouro na NBA.
É o único jogador da história da NBA  a liderar a liga em assistências e em roubos de bola por 2 temporadas consecutivas (2007-08 e 2008-09). Já liderou a liga em roubos de bola por 6 temporadas (2007-08; 2008-09; 2010-11; 2011-12; 2012-13; 2013-14). E também já liderou a liga em assistências por 4 temporadas (2007-08; 2008-09; 2013-14; 2014-15). É também o único jogador na história da NBA a liderar em médias de Assistências e Roubos de bola. Já fez isso 3 vezes (2007-08; 2008-09; 2013-14).
É o 3º jogador em toda a história da NBA com maior quantidade de assistências por jogo (9.94), atrás apenas de Magic Johnson (11.19) e John Stockton (10.51). É o 3º também com maior média de roubos de bola na história da NBA com 2.35 por jogo, atrás apenas de Alvin Robertson (2.71) e Michael Ray Richardson (2.63).
Já foi eleito 8 vezes para o Jogo das Estrelas da NBA, sendo eleito em 2013 o MVP do jogo com 20 pontos, 15 assistências e 4 roubos de bola. Em todas as suas participações até agora no jogo das estrelas, o armador possui um total de 90 assistências (3º de todos os tempos) e 22 roubos de bola (6º de todos os tempos). É também o jogador que, em All-Star Game possui a maior média de assistências com 12.9 por jogo e o  2º em roubos de bola com uma média de 3.1 por jogo.
Até Janeiro de 2016, Paul possui em sua carreira na NBA 7.317 assistências (12º no geral) e 1.720 roubos de bola (20º no Geral). Já nos Playoffs, o armador possui 620 assistências (33º geral) e 147 Roubos de Bola (43º no geral). Já suas médias nos playoffs são excelentes também. Em roubos de bola, ele é o número 2º na história da Liga com uma média de 2.26 por jogo. Já em assistências, ele possui a 3ª maior média da história com 9.54 por jogo [Magic Johnson (12.35) e John Stockton (10.10) lideram essa estatística].
Atualmente, é o presidente da Associação Nacional de Jogadores de Basquete dos Estados Unidos.
Nos Jogos Olímpicos de Verão de 2008, em Pequim, conquistou a medalha de ouro com a equipe dos Estados Unidos. Feito que repetiu na edição de 2012 dos Jogos Olímpicos de Verão. É considerado por muitos como melhor armador da atualidade da NBA.

## Estatísticas na NBA
|  | Líder da liga  |
|  | Recorde da NBA |

### Temporada Regular
| Ano      | Equipe   | PJ    | PT    | MPJ  | AP   | 3P   | LL   | RT  | AS   | BR  | TO  | PPJ  |
| -------- | -------- | ----- | ----- | ---- | ---- | ---- | ---- | --- | ---- | --- | --- | ---- |
| 2005-06  | Hornets  | 78    | 78    | 36.0 | .430 | .282 | .847 | 5.1 | 7.8  | 2.2 | 0.1 | 16.1 |
| 2006-07  | Hornets  | 64    | 64    | 36.8 | .437 | .350 | .818 | 4.4 | 8.9  | 1.8 | 0.0 | 17.3 |
| 2007-08  | Hornets  | 80    | 80    | 37.6 | .488 | .369 | .851 | 4.0 | 11.6 | 2.7 | 0.1 | 21.1 |
| 2008-09  | Hornets  | 78    | 78    | 38.5 | .503 | .364 | .868 | 5.5 | 11.0 | 2.8 | 0.1 | 22.8 |
| 2009-10  | Hornets  | 45    | 45    | 38.0 | .493 | .409 | .847 | 4.2 | 10.7 | 2.1 | 0.2 | 18.7 |
| 2010-11  | Hornets  | 80    | 80    | 36.0 | .463 | .388 | .878 | 4.1 | 9.8  | 2.4 | 0.1 | 15.8 |
| 2011-12  | Clippers | 60    | 60    | 36.4 | .478 | .371 | .861 | 3.6 | 9.1  | 2.5 | 0.1 | 19.8 |
| 2012-13  | Clippers | 70    | 70    | 33.4 | .481 | .328 | .885 | 3.7 | 9.7  | 2.4 | 0.1 | 16.9 |
| 2013-14  | Clippers | 62    | 62    | 35.0 | .467 | .368 | .855 | 4.3 | 10.7 | 2.5 | 0.1 | 19.1 |
| 2014-15  | Clippers | 82    | 82    | 34.8 | .485 | .398 | .900 | 4.6 | 10.2 | 1.9 | 0.2 | 19.1 |
| 2015-16  | Clippers | 74    | 74    | 32.7 | .462 | .371 | .896 | 4.2 | 10.0 | 2.1 | 0.2 | 19.5 |
| 2016-17  | Clippers | 61    | 61    | 31.5 | .476 | .411 | .892 | 5.0 | 9.2  | 1.9 | 0.1 | 18.1 |
| 2017-18  | Rockets  | 58    | 58    | 31.8 | .460 | .380 | .910 | 5.4 | 7.9  | 1.7 | 0.2 | 18.6 |
| 2018-19  | Rockets  | 58    | 58    | 32.0 | .419 | .358 | .862 | 4.6 | 8.2  | 2.0 | 0.3 | 15.6 |
| 2019-20  | Thunder  | 70    | 70    | 31.5 | .489 | .365 | .907 | 5.0 | 6.7  | 1.6 | 0.2 | 17.6 |
| 2020-21  | Suns     | 70    | 70    | 31.4 | .499 | .395 | .934 | 4.5 | 8.9  | 1.4 | 0.3 | 16.4 |
| 2021-22  | Suns     | 65    | 65    | 32.9 | .493 | .317 | .837 | 4.4 | 10.8 | 1.9 | 0.3 | 14.7 |
| 2022-23  | Suns     | 59    | 59    | 32.0 | .440 | .375 | .831 | 4.3 | 8.9  | 1.5 | 0.4 | 13.9 |
| 2023-24  | Warriors | 58    | 18    | 26.4 | .441 | .371 | .827 | 3.9 | 6.8  | 1.2 | 0.1 | 9.2  |
| Carreira | Carreira | 1.272 | 1.232 | 34.1 | .471 | .369 | .870 | 4.5 | 9.4  | 2.1 | 0.2 | 17.5 |
| All-Star | All-Star | 11    | 4     | 24.8 | .525 | .468 | .857 | 3.9 | 11.6 | 2.3 | 0.0 | 12.1 |

### Play-in
| Ano  | Equipe   | PJ | PT | MPJ  | AP   | 3P   | LL | RT  | AS  | BR  | TO  | PPJ |
| ---- | -------- | -- | -- | ---- | ---- | ---- | -- | --- | --- | --- | --- | --- |
| 2024 | Warriors | 1  | 0  | 18.3 | .333 | .500 | ―  | 1.0 | 2.0 | 0.0 | 0.0 | 3.0 |

### Playoffs
| Ano      | Equipe   | PJ  | PT  | MPJ  | AP   | 3P   | LL    | RT  | AS   | BR  | TO  | PPJ  |
| -------- | -------- | --- | --- | ---- | ---- | ---- | ----- | --- | ---- | --- | --- | ---- |
| 2008     | Hornets  | 12  | 12  | 40.5 | .502 | .238 | .785  | 4.9 | 11.3 | 2.3 | 0.2 | 24.1 |
| 2009     | Hornets  | 5   | 5   | 40.2 | .411 | .313 | .857  | 4.4 | 10.4 | 1.6 | 0.0 | 16.6 |
| 2011     | Hornets  | 6   | 6   | 41.5 | .545 | .474 | .796  | 6.7 | 11.5 | 1.8 | 0.0 | 22.0 |
| 2012     | Clippers | 11  | 11  | 38.5 | .427 | .333 | .872  | 5.1 | 7.9  | 2.7 | 0.1 | 17.6 |
| 2013     | Clippers | 6   | 6   | 37.3 | .533 | .316 | .892  | 4.0 | 6.3  | 1.8 | 0.0 | 22.8 |
| 2014     | Clippers | 13  | 13  | 36.3 | .467 | .457 | .774  | 4.2 | 10.3 | 2.8 | 0.0 | 19.8 |
| 2015     | Clippers | 12  | 12  | 37.1 | .503 | .415 | .941  | 4.4 | 8.8  | 1.8 | 0.3 | 22.1 |
| 2016     | Clippers | 4   | 4   | 31.3 | .487 | .300 | 1.000 | 4.0 | 7.3  | 2.3 | 0.0 | 23.8 |
| 2017     | Clippers | 7   | 7   | 37.2 | .496 | .368 | .879  | 5.0 | 9.9  | 1.7 | 0.1 | 25.3 |
| 2018     | Rockets  | 15  | 15  | 34.5 | .459 | .374 | .830  | 5.9 | 5.8  | 2.0 | 0.3 | 21.1 |
| 2019     | Rockets  | 11  | 11  | 36.1 | .446 | .270 | .844  | 6.4 | 5.5  | 2.2 | 0.6 | 17.0 |
| 2020     | Thunder  | 7   | 7   | 37.3 | .491 | .372 | .885  | 7.4 | 5.3  | 1.6 | 0.4 | 21.3 |
| 2021     | Suns     | 20  | 20  | 34.2 | .497 | .446 | .877  | 3.5 | 8.6  | 1.2 | 0.2 | 19.2 |
| 2022     | Suns     | 13  | 13  | 34.5 | .561 | .388 | .946  | 4.2 | 8.3  | 1.5 | 0.2 | 17.5 |
| 2023     | Suns     | 7   | 7   | 35.8 | .418 | .321 | .500  | 5.0 | 7.4  | 1.7 | 0.7 | 12.4 |
| Carreira | Carreira | 149 | 149 | 36.5 | .484 | .373 | .854  | 4.9 | 8.3  | 1.9 | 0.2 | 20.0 |

## Prêmios e Homenagens
- 12x NBA All-Star: 2008, 2009, 2010, 2011, 2012, 2013, 2014, 2015, 2016, 2020, 2021, 2022
- NBA All-Star Game MVP: 2013
- 5x NBA Assists Leader: 2008, 2009, 2014, 2015, 2022
- 11x All-NBA Team:
  - Primeiro Time: 2008, 2012, 2013, 2014
  - Segundo Time: 2009, 2015, 2016, 2020, 2021
  - Terceiro Time: 2011, 2022
- 8x NBA All-Defensive Team:
  - Primeiro Time: 2009, 2012, 2013, 2014, 2015, 2016
  - Segundo Time: 2008, 2011
- NBA Rookie of the Year: 2006
- NBA All-Rookie Team:
  - Primeiro Time: 2006;
- 6x líder em bolas roubadas na temporada: 2008, 2009, 2011, 2012, 2013, 2014;
- Líder em porcentagem de lances livres na temporada: 2021;
- Um dos 75 maiores jogadores da história da NBA
- Seleção dos Estados Unidos:
  - Jogos Olímpicos:
    -  Medalha de Ouro 2008
    -  Medalha de Ouro 2012

  - FIBA World Championship:
    -  Medalha de Bronze 2006
- USA Basketball Atleta Masculino do Ano: 2004

## Fora das quadras

### Televisão
Em 2015, Paul fez uma participação especial na série Jessie, do Disney Channel, como ele mesmo.
Em 2019, Paul participou de um episódio na série Scooby-Doo and Guess Who?, como ele mesmo